# کارمیت بخار
کارمیت بخار (عبری: כרמית בכר‎) خواننده، رقصنده، مدل و هنرپیشه آمریکایی است. وی یکی از اعضای گروه موفق پاپ/ریتم اند بلوز پوسی‌کت دالز و یکی از خوانندگان اصلی آن‌ها در کنار نیکول شرزینگر و ملودی تورنتون بود. بخار این گروه را در فوریه ۲۰۰۸ ترک کرد. او هم‌اکنون نامزد کرده و در تاریخ ۱۸ سپتامبر ۲۰۱۱ دختری به نام کیالا رز (به انگلیسی: Keala Rose) به دنیا آورد. او اکنون عضو گروهی دونفره به نام لیدی‌استیشن (به انگلیسی: LadyStation) است.